# Кумар, Чаранджит
Чаранджит Кумар (англ. Charanjit Kumar, 11 апреля 1956) — индийский хоккеист (хоккей на траве), полевой игрок. Олимпийский чемпион 1980 года.

## Биография
Чаранджит Кумар родился 11 апреля 1956 года.
Играл в хоккей на траве за Пенджаб.
В 1980 году вошёл в состав сборной Индии по хоккею на траве на летних Олимпийских играх в Москве и завоевал золотую медаль. Играл в поле, провёл 1 матч, мячей не забивал.
В 1982 году в составе сборной Индии завоевал серебряную медаль хоккейного турнира летних Азиатских игр в Нью-Дели.
В 1984 году вошёл в состав сборной Индии по хоккею на траве на летних Олимпийских играх в Лос-Анджелесе, занявшей 5-е место. Играл в поле, провёл 7 матчей, забил 1 мяч в ворота сборной США.